# Kiwi (frugt)
 For alternative betydninger, se Kiwi. (Se også artikler, som begynder med Kiwi)
Kiwi, kiwifrugt er en frugt som vokser i tempererede klimaer. Den almindeligste type kiwifrugt er Actinidia deliciosa, som er omtrent på størrelse som et hønseæg og har en behåret, beigebrunt skal, som normalt ikke spises. Indvendig har den grønt frugtkød med små, sarte, spiselige frø.
Actinidia deliciosa stammer fra det sydøstlige Kina, og i regionen er Actinidia chinensis meget almindelig i lavlandet.
Andre arter har spredt sig nordover på naturlig vis så langt som ind i Sibirien.
I Danmark er den nordligste vildtvoksende kiwitræ registreret i byen Onsild uden for Hobro.
Navnet Kiwi blev taget i brug i det newzealandske eksporthus Turners and Growers i 1959, men uden at det blev registreret som eksklusivt varemærke. Efter at navnet blev taget i brug i videre kredse, var det for sent at reservere navnet for frugter som dyrkes specielt i New Zealand. Verden over er frugten nu kendt som kiwi. I Australien bruger man af og til også det gamle navn Chinese gooseberries.
New Zealand er nu (2005) verdens anden største producent af kiwi, kun overgået af Italien[kilde mangler]. Herefter følger Frankrig, USA, Spanien og Japan. Frugten dyrkes også stadig i sit hjemland Kina, men landet er ikke kommet på listen over verdens ti største kiwifrugtproducenter. Den dyrkes særlig i de øvrige dele af Chang Jiang-dalen. Den dyrkes også på Taiwan.

## Ernæring
Kiwifrugten er en rig kilde til vitamin C. Dens indhold af kalium er efter vægt en smule mindre end det i en banan. Den indeholder også vitamin A og E. Skindet er en god kilde til flavonoide antioxidanter.